# Bencorr
Bencorr (iriska: Binn Chorr) är ett berg i republiken Irland.   Det ligger i grevskapet County Galway och provinsen Connacht, i den västra delen av landet, 230 km väster om huvudstaden Dublin. Toppen på Bencorr är 711 meter över havet, eller 300 meter över den omgivande terrängen. Bredden vid basen är 6,6 km.
Terrängen runt Bencorr är kuperad åt nordväst, men åt sydost är den platt.Runt Bencorr är det mycket glesbefolkat, med 4 invånare per kvadratkilometer. Närmaste större samhälle är Clifden, 15,1 km väster om Bencorr. Trakten runt Bencorr består i huvudsak av gräsmarker.